# Sophora rapaensis
Sophora rapaensis är en ärtväxtart som beskrevs av Harold St.John. Sophora rapaensis ingår i släktet soforor, och familjen ärtväxter. Inga underarter finns listade i Catalogue of Life.